# Xiba, Gansu
Xiba (kinesiska: 西坝) är en köping i nordvästra Kina. Den ligger i Jinta härad i staden Jiuquan i provinsen Gansu, omkring 640 kilometer nordväst om provinshuvudstaden Lanzhou. Antalet invånare är 9 753. Befolkningen består av 4 825 kvinnor och 4 928 män. Barn under 15 år utgör 18,0 %, vuxna 15-64 år 72 %, och äldre över 65 år 9,0 %.